# Mary Gilu
Mary Gilu est une femme politique vanuataise.

## Biographie
Candidate pour le Parti national des Nouvelles-Hébrides (indépendantiste, anglophone) aux premières élections législatives de la colonie en 1975, elle est élue députée de Luganville à l'Assemblée représentative des Nouvelles-Hébrides - ce qui fait d'elle l'une des deux premières femmes députées de l'histoire du pays, avec Tessa Fowler,. Les citoyens à Luganville élisent un député autochtone, un député français et un député britannique, et Mary Gilu est la députée britannique de la ville.
Toutefois, après la contestation des résultats pour l'île d'Espiritu Santo par Jimmy Stevens notamment, son élection et celles de trois autres députés de l'île sont cassées par décision de justice en mai 1976. Mary Gilu remporte l'élection partielle qui en résulte le 25 octobre, face à un autre candidat britannique du Parti national et à un candidat britannique du parti francophone Tabwemassana.
Le Parti national boycotte les élections de 1977, et Mary Gilu ne se présente pas à celles de 1979, ni à aucune autre depuis. En 2018, elle participe aux côtés de Ham Lini à une cérémonie de commémoration de Walter Lini, le « père de l'indépendance » du pays.